# Puebla de Don Rodrigo (kommunhuvudort)
Puebla de Don Rodrigo är en kommunhuvudort i Spanien.   Den ligger i provinsen Provincia de Ciudad Real och regionen Kastilien-La Mancha, i den centrala delen av landet, 170 km sydväst om huvudstaden Madrid. Puebla de Don Rodrigo ligger 501 meter över havet och antalet invånare är 1 242.
Terrängen runt Puebla de Don Rodrigo är huvudsakligen kuperad, men söderut är den platt. Puebla de Don Rodrigo ligger nere i en dal. Runt Puebla de Don Rodrigo är det mycket glesbefolkat, med 2 invånare per kvadratkilometer. Puebla de Don Rodrigo är det största samhället i trakten. Omgivningarna runt Puebla de Don Rodrigo är huvudsakligen savann.